# Rue Royale
Rue Royale är en gata i Quartier de la Madeleine i Paris åttonde arrondissement. Gatan (ungefär "Kungliga gatan") är uppkallad efter att den anlades till Place Louis-XV, dagens Place de la Concorde. Rue Royale börjar vid Place de la Concorde 2 och slutar vid Place de la Madeleine 2, vid Église de la Madeleine.

## Historia
De första planerna på gatan lades fram 1758, som ett komplement till Place Louis XV (dagens Place de la Concorde). Den ursprungliga idén var att kanta gatan med enhetliga husfasader, så som den slutligen utformades i sin sydligare halva – mellan Place de la Concorde och Rue Saint Honoré. Arkitekten Louis Le Tellier anlitades för anläggandet av gatan och husen invid gatan, vilket inleddes 1758 och i stort sett fullbordades 1785.
1792 bytte gatan namn till Rue de la Révolution, i enlighet med omdöpningen av Place Louis XV till Place de la Révolution. Tre år senare fick gatan namnet Rue Royale Saint Honoré och någon tid senare Rue de la Concorde. Först 1814, i samband med Napoleons fall och kejsardömets upphörande, återfick gatan namnet Rue Royale efter ett beslut på prefekturnivå.
Kvarteren vid Rue Royale förlorade tidigt sin karaktär av bostadsområde, till förmån för de varuhus som i hög grad fortfarande dominerar miljön.
Vid Rue Royale är restaurangen Maxim's belägen. Den grundades år 1893 och har en interiör i art nouveau.

## Omgivningar
- Église de la Madeleine
- Notre-Dame-de-l'Assomption
- Tuileriträdgården

## Bilder
| - Gatuskylt. - Église de la Madeleine. - Notre-Dame-de-l'Assomption. - Tuileriträdgården. |

## Kommunikationer
- Tunnelbana – linjerna    – Madeleine
- Tunnelbana – linjerna    – Concorde
- Busshållplats Madeleine – Paris bussnät, linje 84
- Busshållplats Concorde – Royale – Paris bussnät, linje 94